# Stranka Akacije
Stranka Akacije je slovenska neparlamentarna politična stranka, ustanovljena leta 2006 na ustanovnem kongresu v Beltincih. Predsednik stranke je Dani Kavaš. Med ustanovitelji je bil tudi Marko Brecelj. 
Stranka je sodelovala na lokalnih volitvah leta 2006 in 2010 ter na državnozborskih volitvah leta 2008 in 2011.